# Марко Симеунович
Марко Симеунович (словен. Marko Simeunovič, нар. 6 грудня 1967, Марибор) — словенський футболіст, воротар.
Насамперед відомий виступами за клуб «Олімпія» (Любляна), а також за національну збірну Словенії.
Восимиразовий чемпіон Словенії. Триразовий володар Кубка Словенії. 

## Клубна кар'єра
У дорослому футболі дебютував у 1989 році виступами за команду клубу «Црвена Звезда», в якій провів один сезон, не взявши участь у жодному з матчів чемпіонату. 
Згодом з 1990 до 1999 року грав у складі команд клубів «Напредак» (Крушевац), «Олімпія» (Любляна), «Марибор» та «Шекерспор». Виграв з «Олімпією» чотири чемпіонати Словенії.
Своєю грою за останню команду знову привернув увагу представників тренерського штабу клубу «Марибор», до складу якого повернувся у 1999 році. Цього разу відіграв за команду з Марибора наступні три сезони своєї ігрової кар'єри. Більшість часу, проведеного у складі «Марибора», був основним голкіпером команди. З урахуванням проведеного раніше у «Мариборі» сезону 1996–97 виборов з цією командою чотири національних чемпіонських титули.
Протягом 2002—2006 років захищав кольори кіпрських клубів «Олімпіакос» (Нікосія) та АЕЛ.
Завершив професійну ігрову кар'єру у клубі «Інтерблок», за команду якого виступав протягом 2006—2007 років.

## Виступи за збірну
У 1992 році дебютував в офіційних матчах у складі національної збірної Словенії. Протягом кар'єри у національній команді, яка тривала 13 років, провів у формі головної команди країни 57 матчів.
У складі збірної був учасником чемпіонату Європи 2000 року у Бельгії та Нідерландах, чемпіонату світу 2002 року в Японії і Південній Кореї.

## Титули і досягнення
- Чемпіон Словенії (8):

«Олімпія» (Любляна):  1991-92, 1992-93, 1993-94, 1994-95
«Марибор»:  1996-97, 1999–00, 2000–01, 2001–02
- Володар Кубка Словенії (3):

«Олімпія» (Любляна):  1992-93, 1995-96
«Марибор»:  1996-97
- Володар Суперкубка Словенії (1):

«Олімпія» (Любляна):  1995